# Sugasawa-Reaktion
Die Sugasawa-Reaktion ist eine Namensreaktion in der Organischen Chemie und wurde erstmals im Jahre 1978 von dem Chemiker Tsutomu Sugasawa  beschrieben. Bei der Reaktion handelt es sich um eine spezifische ortho-Acylierung von Anilinen.

## Übersichtsreaktion
Bei der Sugasawa-Reaktion kommt es zu einer ortho-Acylierung 3 von Anilinen 1 unter Verwendung von Nitrilen 2 als Acylierungsmittel und in Gegenwart von Bortrichlorid und Aluminiumchlorid.

## Mechanismus
Im ersten Schritt des Reaktionsmechanismus bildet sich ein Anilin-Bortrichlorid-Komplex 1, welcher mit einem Nitril in Anwesenheit von Aluminiumchlorid unter der Bildung eines Ketimins 2 reagiert. Die saure Hydrolyse des Ketimins führt zur Bildung von ortho-Acylanilin 3.
Die spezifische ortho-Acylierung ist wahrscheinlich auf die Bildung eines zyklischen Übergangszustands zurückzuführen, an dem eine kationische Boronium-Verbindung beteiligt ist, die durch ein Tetrachloraluminiumat-Anion stabilisiert wird.